# Fred Karlin
Fred Karlin, właśc. Frederick James Karlin (ur. 16 czerwca 1936 w Chicago, zm. 26 marca 2004 w Culver City) – amerykański kompozytor muzyki filmowej.

## Życiorys
Był twórcą muzyki do ponad 130 filmów kinowych i telewizyjnych. W 1971 roku za piosenkę „For All We Know”, wykonywaną przez zespół The Carpenters do ścieżki dźwiękowej filmu Zakochani i inni otrzymał on Oscara. Zdobył również nagrodę Emmy w 1974 roku za muzykę do produkcji telewizyjnej The Autobiography of Miss Jane Pittman.
Do znanych kompozycji Karlina należały m.in. piosenka Come Saturday Morning (dla zespołu Sandpipers) oraz muzyka do filmu The Minstrel Man. Był także autorem książek, m.in. On the Track i Listening to Movies: The Film Lover's Guide to Film Music.